# U-551
U-551 – niemiecki okręt podwodny typu VIIC z okresu II wojny światowej.  Okręt wypierał 769 ton w położeniu nawodnym i 871 ton pod wodą, a jego główną bronią było 14 torped kalibru 533 mm wystrzeliwanych z pięciu wewnętrznych wyrzutni. Jednostka rozwijała na powierzchni prędkość ponad 17 węzłów, osiągając zasięg 8500 Mm przy prędkości 10 węzłów.
Zwodowany 14 września 1940 roku w stoczni Blohm & Voss w Hamburgu, został wcielony do służby w Kriegsmarine 7 listopada 1940 roku. Służąc w składzie 7. Flotylli U-Bootów, okręt podczas pierwszego patrolu został zatopiony z całą załogą bombami głębinowymi 23 marca 1941 roku na południowy wschód od Vík í Mýrdal przez brytyjski uzbrojony trawler HMT „Visenda”.

## Projekt i budowa
Jednostki typu VIIC były kolejnym ewolucyjnym ulepszeniem najliczniej budowanych w Niemczech okrętów typu VII. Poprzednik – typ VIIB – miał zbyt mały zasięg i za mało miejsca pod pokładem, by móc zainstalować sonar. Opracowany w 1938 roku projekt nowego okrętu różnił się od poprzedniej wersji m.in. zwiększoną grubością blach kadłuba sztywnego (z 16 do 18,5 mm, co zwiększyło maksymalną głębokość zanurzenia z 200 metrów do 250–280 metrów), przedłużeniem kadłuba o 60 cm i kiosku o 30 cm oraz powiększeniem zbiorników paliwa o 5,4 m³, co poprawiło zasięg. Powiększone rozmiary pozwoliły na instalację aktywnego sonaru S-Gerät, uzupełniając pasywny Gruppenhorchgerät (GHG). Do zakończenia wojny do służby weszło 568 okrętów typu VIIC .
U-551 zamówiono 25 września 1939 roku . Został zbudowany w stoczni Blohm & Voss w Hamburgu jako jeden z 171 okrętów typu VIIC zamówionych w tej wytwórni . U-551 otrzymał numer stoczniowy 527 (Werk 527)  . Stępkę okrętu położono 21 listopada 1939 roku, a zwodowany został 14 września 1940 roku .

## Dane taktyczno-techniczne
U-551 był średniej wielkości okrętem podwodnym o konstrukcji dwukadłubowej. Długość całkowita wynosiła 67,1 metra, szerokość 6,2 metra i zanurzenie 4,74 metra . Wysokość (od stępki do szczytu kiosku) wynosiła 9,6 metra . Wykonany ze stali pancernej CM 351 o grubości 18,5 mm kadłub sztywny miał 50,5 metra długości i 4,7 metra szerokości. Podzielony był grodziami na sześć przedziałów wodoszczelnych: (od dziobu): I – przedział torpedowy ze sterami głębokości oraz GHG, II – przedział akumulatorów wraz z pomieszczeniami załogi, magazynem amunicji i toaletą, III – centrala z pomieszczeniem wielofunkcyjnym (mieszczącym drugą baterię akumulatorów, pomieszczenia załogi i kambuz), IV – przedział silników spalinowych, V – przedział silników elektrycznych, VI – rufowy przedział torpedowy ze sterami kierunku i głębokości. Kadłub ciśnieniowy otoczony był kadłubem lekkim wykonanym z blach o grubości 4–8 mm. Wyporność w położeniu nawodnym wynosiła 769 ton, a w zanurzeniu 871 ton.
Okręt napędzany był na powierzchni przez dwa 6-cylindrowe, czterosuwowe silniki wysokoprężne Krupp-Germaniawerft F46 z doładowaniem o łącznej mocy 3200 KM przy 470-490 obr./min, a pod wodą poruszał się dzięki dwóm silnikom elektrycznym prądu stałego BBC GG UB720/8 o łącznej mocy 750 KM przy 295 obr./min . Dwa wały napędowe obracały dwie śruby, zapewniając maksymalną prędkość 17–17,6 węzła na powierzchni i 7,6 węzła w zanurzeniu . Zasięg wynosił 8500 Mm przy prędkości 10 węzłów w położeniu nawodnym (3250 Mm przy prędkości maksymalnej) oraz 80 Mm przy prędkości 4 węzłów pod wodą (130 Mm przy 2 węzłach). Zbiorniki mieściły 113,47 tony paliwa, a energia elektryczna magazynowana była w dwóch bateriach akumulatorów AFA 33 MAL 800 E po 62 ogniwa o łącznej pojemności 9160 Ah, masie 62 tony i czasie rozładowania 20 godzin. Zanurzenie testowe okrętu wynosiło 100 metrów, a głębokość zgniecenia 250–280 metrów .
Okręt wyposażony był w pięć wyrzutni torped kalibru 533 mm (cztery na dziobie i jedną rufową), z łącznym zapasem 14 torped (wymiennie okręt mógł przenosić 26 min typu TMA lub 39 min typu TMB). Uzbrojenie artyleryjskie stanowiło umieszczone przed kioskiem działo pokładowe kalibru 88 mm SK C/35 L/45, z zapasem amunicji wynoszącym 220–250 naboi oraz pojedyncze działko przeciwlotnicze kalibru 20 mm C/38 L/65 . Jednostka wyposażona też była w pasywny sonar GHG i aktywny S-Gerät, a do obserwacji służyły dwa peryskopy Zeissa: bojowy i nocny .
Załoga okrętu składała się z czterech oficerów oraz 40 podoficerów i marynarzy.

## Służba
U-551 został wcielony do służby w Kriegsmarine 7 listopada 1940 roku . Dowództwo okrętu objął kpt. mar. (niem. Kapitänleutnant) Karl Schrott, dowodzący uprzednio U-7 . U-Boot otrzymał numer poczty polowej M 26 026. Do 1 marca 1941 roku załoga jednostki przechodziła szkolenie w składzie 7. Flotylli, operując z Kilonii .

### Pierwszy rejs bojowy i utrata okrętu
1 marca 1941 roku U-551 osiągnął gotowość bojową, pozostając nadal w składzie 7. Flotylli U-Bootów . 9 marca okręt wyszedł z Kilonii, udając się w swój pierwszy wojenny rejs . 13 marca jednostka dopłynęła do Bergen, skąd 18 marca wypłynęła na Atlantyk  . 19 marca U-Boot otrzymał rozkaz zaatakowania jednego z wykrytych przez Condory konwojów płynących z Wielkiej Brytanii, jednak nie zdołał go odnaleźć. 23 marca na południowy wschód od Vík í Mýrdal U-551 wykrył płynący w konwoju belgijski frachtowiec „Ville de Liège” (7340 BRT), którego załoga także zauważyła napastnika i wysłała sygnał alarmowy. W stronę U-Boota ruszył brytyjski uzbrojony trawler ZOP HMT „Visenda”, wykrywając go płynącego na powierzchni z odległości 4 Mm. Okręt podwodny wykonał alarmowe zanurzenie, jednak trawler zlokalizował go za pomocą ASDIC-a i podczas 1,5-godzinnego polowania zrzucił 18 bomb głębinowych. U-551 został zatopiony na pozycji 62°37′N 16°47′W/62,616667 -16,783333, a wraz z nim zginęła cała, licząca 45 osób załoga . HMT „Visenda” był pierwszym alianckim uzbrojonym trawlerem, który zanotował zatopienie okrętu podwodnego w trakcie II wojny światowej.